# Gabriel Mendez (futbolista)
Gabriel Mendez (nacido el 12 de marzo de 1973) es un exjugador de fútbol australiano.
Mediocampista ofensivo, el viajado Mendez es un exjugador de Admira Wacker y Notts County en Europa y del Kedah FA de Malasia. También fue jugador de la selección nacional de fútbol de Australia de 1994 a 2000.
Un regreso inesperado de juego con St Columba's Castle Hill en 2013 terminó prematuramente, con una lesión en el tendón de la corva que redujo una actuación inicialmente brillante.
Su hija Seone Mendez es tenista.
Su hijo Gian Mendez es futbolista.
Su Esposa Natalia Mendez es empresaria.